# 田鎖大志郎
田鎖 大志郎（たくさり だいしろう、1942年 - ）は日本の作曲家。横浜国立大学名誉教授。

## 人物
長野県松本市出身。東京芸術大学音楽学部作曲科卒業、同大学院修了。作曲を石桁眞禮生に師事。
横浜国立大学教育学部教授を務めた。
作曲家の会《環》各会員。

## 主な作品
- 萩原朔太郎の詩による歌曲「天景」
- 箏・十七絃と女声によるオブジェ
- 素描ー弦楽四重奏のために

## 栄典
- 2023年4月 瑞宝中綬章[2][3]